# Mistrovství světa v malém fotbale hráčů do 23 let 2024
Mistrovství světa v malém fotbale hráčů do 23 let 2024 bylo 2. ročníkem MS v malém fotbale v kategorii do 23 let a celkově 3. ročníkem mistrovství světa kategorie juniorů. Turnaj se konal na chorvatském ostrově Mali Lošinj v období od 7. do 10. října 2024. Účastnilo se ho 8 týmů, které byly rozděleny do 2 skupin po 4 týmech. Ze skupiny pak postoupily první celky rovnou do semifinále, týmy na druhých a třetích místech postoupily do čtvrtfinále. Vyřazovací fáze zahrnovala 6 zápasů. Nováčky turnaje byly týmy Ázerbájdžánu a Srbska. Slováci postoupili do finále ve kterém porazili ve federálním derby Česko 3:2 na penalty a poprvé v historii vyhráli mistrovství světa v malém fotbale hráčů do 23 let.

## Stadion
Turnaj se hrál na jednom stadioně v jednom hostitelském městě: Čikat Minifootball Stadium (Mali Lošinj).
| Mali Lošinj                |
| -------------------------- |
| Čikat Minifootball Stadium |
| Mali Lošinj                |

## Situace s týmy
Původně se turnaje mělo účastnit 12 týmů, které měly být rozděleny do třech skupin po čtyřech týmech. Skupiny byly rozlosovány 6. září 2024 do tohoto složení:
Skupina A
- Chorvatsko
- Ukrajina
- Anglie
- Mauritánie

Skupina B
- Kolumbie
- Slovensko
- Irák
- Ázerbájdžán

Skupina C
- Česko
- Egypt
- Indie
- Srbsko

3. října 2024 bylo oznámeno nové složení skupin z důvodu neudělení víz pro týmy Ukrajiny, Mauritánie, Iráku a Egypta. Na to zareagovala i chorvatská reprezentace, která odřekla účast. Poprvé v historii se tak na mezinárodní akci v malém fotbale neobjevila hostující země. Na turnaj poté docestovala narychlo složená reprezentace Rakouska, aby nemělo mistrovství lichý počet účastníků. 

## Skupinová fáze
Čas každého zápasu je v lokálním čase.
| Vysvětlivky                     |
| ------------------------------- |
| Týmy postupující do semifinále  |
| Týmy postupující do čtvrtfinále |
| Vítěz zápasu je tučně zvýrazněn |

#### Skupina A
| Tým       | Z | V | R | P | VG | IG | +/− | B |
| --------- | - | - | - | - | -- | -- | --- | - |
| Slovensko | 3 | 2 | 1 | 0 | 16 | 5  | +11 | 7 |
| Anglie    | 3 | 2 | 0 | 1 | 9  | 5  | +4  | 6 |
| Kolumbie  | 3 | 1 | 1 | 1 | 10 | 10 | 0   | 4 |
| Rakousko  | 3 | 0 | 0 | 3 | 3  | 18 | −15 | 0 |

| 7. října 2024 18:30                                         |        |        |                                         |
| Slovensko                                                   | 4 : 0  | Anglie | Čikat Minifootball Stadium, Mali Lošinj |
| Marián Sabolčík 4' Dávid Ivanecký 15', 42' Matej Dolník 17' | Report |        | Čikat Minifootball Stadium, Mali Lošinj |

| 7. října 2024 20:30                                              |        |                                     |                                         |
| Kolumbie                                                         | 5 : 2  | Rakousko                            | Čikat Minifootball Stadium, Mali Lošinj |
| Jhon Palacios 27', 34', 38' Walner Cordoba 42' Juan Amorocho 48' | Report | Kushtirm Salijaj 24' Niko Dokic 28' | Čikat Minifootball Stadium, Mali Lošinj |

| 8. října 2024 14:15 |        | |                                         |
| Rakousko            | 1 : 8  | Slovensko                                                                                             | Čikat Minifootball Stadium, Mali Lošinj |
| Kevin Deda 1'       | Report | Roman Rusnák 7', 27' Dávid Ivanecký 7' Matej Dolník 20' Filip Tomovič 25', 46', 47' Sven Jurčišin 40' | Čikat Minifootball Stadium, Mali Lošinj |

| 8. října 2025 15:30                                                       |        |                  |                                         |
| Anglie                                                                    | 4 : 1  | Kolumbie         | Čikat Minifootball Stadium, Mali Lošinj |
| Harry Sargent 19' Ifat Juma 24' Juan Durango 43' (vl.) Malachy Turner 45' | Report | Jhon Palacio 40' | Čikat Minifootball Stadium, Mali Lošinj |

| 9. října 2024 9:30                                                                            |        |          |                                         |
| Anglie                                                                                        | 5 : 0  | Rakousko | Čikat Minifootball Stadium, Mali Lošinj |
| Jeffrey Njuguna 5' Cameron Myrie-Smith 18' Samuel Bull 33' Robert Chiriac 44' Riley Woods 48' | Report |          | Čikat Minifootball Stadium, Mali Lošinj |

| 9. října 2024 10:45                                        |        |                                                                      |                                         |
| Kolumbie                                                   | 4 : 4  | Slovensko                                                            | Čikat Minifootball Stadium, Mali Lošinj |
| Juan Mosquera 9' Juan Durango 31', 49' Santiago Moreno 38' | Report | Marián Sabolčík 4' Mário Švec 7' Filip Tomovič 24' Marcel Üvegeš 33' | Čikat Minifootball Stadium, Mali Lošinj |

#### Skupina B
| Tým         | Z | V | R | P | VG | IG | +/− | B |
| ----------- | - | - | - | - | -- | -- | --- | - |
| Česko       | 3 | 3 | 0 | 0 | 30 | 2  | +28 | 9 |
| Srbsko      | 3 | 2 | 0 | 1 | 14 | 4  | +10 | 6 |
| Ázerbájdžán | 3 | 1 | 0 | 2 | 17 | 7  | +10 | 3 |
| Indie       | 3 | 0 | 0 | 3 | 2  | 50 | −48 | 0 |

| 7. října 2024 13:30 |        |                                                                         |                                         |
| Ázerbájdžán         | 1 : 5  | Srbsko                                                                  | Čikat Minifootball Stadium, Mali Lošinj |
| Ziya Mammadli 11'   | Report | Marko Vujović 3', 35' Miloš Brkić 8' Jovan Bobar 45' Luka Draginjić 49' | Čikat Minifootball Stadium, Mali Lošinj |

| 7. října 2024 14:45 |        |                    |                                         |
| Česko | 26 : 1 | Indie              | Čikat Minifootball Stadium, Mali Lošinj |
| Erik Burac 4', 18', 25' Martin Bělák 5' Mahmood Saiyed 7' (vl.) Tarik Lukšija 10', 17', 39' Vilém Waclawik 13' Jan Barták 13', 40' Jan Průša 15', 22', 34', 39', 47' Daniel Žížala 20', 37', 42', 48', 50' Nikolaos Tipoas 32', 46' Petr Mirvald 35' Filip Šrajn 43' Ondřej Lukášek 45' | Report | Mahmood Saiyed 22' | Čikat Minifootball Stadium, Mali Lošinj |

| 8. října 2024 16:45 |        | |                                         |
| Indie               | 0 : 16 | Ázerbájdžán | Čikat Minifootball Stadium, Mali Lošinj |
|                     | Report | Murad Huseynov 2' Huseyn Manafli 6' Siraj Mammadli 15', 18', 41' Ibrahim Yusifov 17' Aliakbar Shabiyev 21' Elmar Rahimov 25' Shaig Valizada 30' Rasul Gaziyev 36' (pen.) Yusif Rufullazada 36' Valeh Gahramanli 40', 49', 50' Hasanali Rahimov 43' Ziya Mammadli 47' | Čikat Minifootball Stadium, Mali Lošinj |

| 8. října 2024 18:00 |        |                                    |                                         |
| Srbsko              | 1 : 2  | Česko                              | Čikat Minifootball Stadium, Mali Lošinj |
| Miloš Brkić 37'     | Report | Petr Mirvald 21' Daniel Žížala 36' | Čikat Minifootball Stadium, Mali Lošinj |

| 9. října 2024 12:00           |        |             |                                         |
| Česko                         | 2 : 0  | Ázerbájdžán | Čikat Minifootball Stadium, Mali Lošinj |
| Filip Šrajn 5' Jan Barták 48' | Report |             | Čikat Minifootball Stadium, Mali Lošinj |

| 9. října 2024 13:15                                                                                                 |        |                     |                                         |
| Srbsko | 8 : 1  | Indie               | Čikat Minifootball Stadium, Mali Lošinj |
| Jovan Bobar 2' Marko Vujović 10', 13' Miloš Brkić 11' Dušan Cakić 18' Ognjen Borovnica 30', 32' Milan Kovačević 49' | Report | Rishikesh Menon 36' | Čikat Minifootball Stadium, Mali Lošinj |

## Vyřazovací fáze
|  | Čtvrtfinále                 | Čtvrtfinále                 |                              |        | Semifinále  | Semifinále  |  |  | Finále                       | Finále |
|  |                             |                             |                              |        |             |             |  |  |                              |        |
|  |                             |                             |                              |        |             |             |  |  |                              |        |
|  |                             |                             |                              |        |             |             |  |  |                              |        |
|  | Slovensko                   | *                           |                              |        |             |             |  |  |                              |        |
|  | Slovensko                   | *                           | 9. října 2024 - Mali Lošinj  |        |             |             |  |  |                              |        |
|  | postup přímo do semifinále  | *                           |                              |        |             |             |  |  |                              |        |
|  | postup přímo do semifinále  | *                           | Slovensko (prod.)            | 5      |             |             |  |  |                              |        |
|  | 9. října 2024 - Mali Lošinj |                             | Slovensko (prod.)            | 5      |             |             |  |  |                              |        |
|  |                             | Srbsko                      | 4                            |        |             |             |  |  |                              |        |
|  | Srbsko                      | Srbsko                      | 4                            | 2      |             |             |  |  |                              |        |
|  | Srbsko                      |                             | 10. října 2024 - Mali Lošinj | 2      |             |             |  |  |                              |        |
|  | Kolumbie                    | 1                           |                              |        |             |             |  |  |                              |        |
|  | Kolumbie                    | 1                           | Slovensko (pen.)             | 2 (6)  |             |             |  |  |                              |        |
|  |                             |                             | Slovensko (pen.)             | 2 (6)  |             |             |  |  |                              |        |
|  |                             | Česko                       | 2 (5)                        |        |             |             |  |  |                              |        |
|  | Česko                       | Česko                       | 2 (5)                        | *      |             |             |  |  |                              |        |
|  | Česko                       | 9. října 2024 - Mali Lošinj |                              | *      |             |             |  |  |                              |        |
|  | postup přímo do semifinále  | *                           |                              |        |             |             |  |  |                              |        |
|  | postup přímo do semifinále  | *                           | Česko                        | 4      | Třetí místo | Třetí místo |  |  |                              |        |
|  | 9. října 2024 - Mali Lošinj |                             | Česko                        | 4      | Třetí místo | Třetí místo |  |  |                              |        |
|  |                             | Ázerbájdžán                 | 1                            |        |             |             |  |  |                              |        |
|  | Anglie                      | Ázerbájdžán                 | 1                            | 0      | Ázerbájdžán | 0           |  |  |                              |        |
|  | Anglie                      |                             |                              | 0      | Ázerbájdžán | 0           |  |  |                              |        |
|  | Ázerbájdžán                 | 3                           |                              | Srbsko | 3           |             |  |  |                              |        |
|  | Ázerbájdžán                 | 3                           |                              |        | 3           |             |  |  |                              |        |
|  |                             |                             |                              |        |             |             |  |  | 10. října 2024 - Mali Lošinj |        |
|  |                             |                             |                              |        |             |             |  |  |                              |        |

#### Čtvrtfinále
| 9. října 2024 18:00 |        |                                                        |                                         |
| Anglie              | 0 : 3  | Ázerbájdžán                                            | Čikat Minifootball Stadium, Mali Lošinj |
|                     | Report | Ziya Mammadli 2' Eljan Saiyev 17' Valeh Gahramanli 48' | Čikat Minifootball Stadium, Mali Lošinj |

| 9. října 2024 19:30               |        |                 |                                         |
| Srbsko                            | 2 : 1  | Kolumbie        | Čikat Minifootball Stadium, Mali Lošinj |
| Miloš Brkić 30' Marko Vujović 49' | Report | Kevin Muñoz 25' | Čikat Minifootball Stadium, Mali Lošinj |

#### Semifinále
| 10. října 2024 9:30                                              |        |                   |                                         |
| Česko                                                            | 4 : 1  | Ázerbájdžán       | Čikat Minifootball Stadium, Mali Lošinj |
| Petr Mirvald 16' Erik Burac 22' Ondřej Lukášek 43' Jan Průša 50' | Report | Elmar Rahimov 27' | Čikat Minifootball Stadium, Mali Lošinj |

| 10. října 2024 11:00                                                          |               |                                                                         |                                         |
| Slovensko                                                                     | 5 : 4 (prod.) | Srbsko                                                                  | Čikat Minifootball Stadium, Mali Lošinj |
| Filip Tomovič 3' Dávid Ivanecký 22', 58' Lukáš Krčmárik 47' Marcel Üvegeš 50' | Report        | Danilo Radović 5' Ognjen Borovnica 14' Akoš Mesaroš 24' Jovan Bobar 30' | Čikat Minifootball Stadium, Mali Lošinj |

#### O 3. místo
| 10. října 2024 15:00 |        |                                                         |                                         |
| Ázerbájdžán          | 0 : 3  | Srbsko                                                  | Čikat Minifootball Stadium, Mali Lošinj |
|                      | Report | Milan Kovačević 8' Ognjen Borovnica 22' Jovan Bobar 35' | Čikat Minifootball Stadium, Mali Lošinj |

#### Finále
| 10. října 2024 18:00   |        |                                            |                                         |
| Slovensko              | 2 : 2  | Česko                                      | Čikat Minifootball Stadium, Mali Lošinj |
| Filip Tomovič 20', 29' | Report | Peter Blaško 27' (vl.) Nikolaos Tipoas 31' | Čikat Minifootball Stadium, Mali Lošinj |

|                                                                                    |       | Penaltový rozstřel                                                             |  |
| Lukáš Krčmárik Dávid Ivanecký Marián Sabolčík Mário Švec Filip Tomovič Jakub Hudec | 6 : 5 | Erik Burac Nikolaos Tipoas Ondřej Lukášek Jan Barták Viktor Pančev Filip Šrajn |  |